# Scene World Magazine
Scene World (Kurzform SWO) ist ein Disketten-Magazin (kurz Diskmag) für den Commodore 64 Heimcomputer. Das Magazin erscheint regelmäßig seit 2001.

## Geschichte
Scene World wurde im November 2000 von verschiedenen Personen unter der Leitung von Joerg „Nafcom“ Droege aus der Commodore-Szene gegründet.
Das eigentliche Präsentationssystem des Magazines wurde anfänglich von Robin Harbron programmiert, welcher später erfolgreich an der Erstellung des C64 DTV beteiligt war.
Harbron stoppte seine aktive Unterstützung für das Magazin im Jahr 2001. Das Präsentationssystem wurde seitdem von verschiedenen Redaktionsmitgliedern und externen Unterstützern dokumentiert, modifiziert und erweitert.
Seit Entstehen der Scene World wurde versucht, sowohl NTSC (Nordamerika, Japan, und Südkorea) als auch PAL (Europa, Ozeanien und der Mittlere Osten) abzudecken, was es möglich machte, diese zwei abgegrenzten Regionen einander näherzubringen. Scene World ist außerdem eines der wenigen Diskmags, welches aktiv versucht, Persönlichkeiten aufzugreifen, welche nicht explizit einer Crack- oder Demoszene-Subkultur angehören, welche meist eher von anderen Disketten-Magazinen aufgegriffen werden. Daher war es möglich, Interviews mit verschiedenen Computerindustrie-Pionieren, welche keinen Bezug zu Commodore haben, zu führen.
Scene World hat mehrmals die Aufmerksamkeit der Medien auf sich gezogen. Im März 2001 wurde Droege wurde vom Radiosender Bayern 3 interviewt. Im Oktober 2005 wurde Droege vom Magazin Lotek64 interviewt und 2013 im Magazin LOAD #2. Zusätzlich publizierte Scene World 2003 eine gemeinschaftliche Ausgabe mit dem befreundeten englischen Diskettenmagazin Loadstar (ISSN 0886-4144) mit dem Motto “Wild West”.

## Inhalt
Ausgaben werden per herunterladbarer Datenträgerabbild-Dateien veröffentlicht, welche in Emulatoren oder auf echter Commodore-Hardware gestartet werden können. Der Text erscheint für den Leser mittels einer Präsentationssoftware, welche es dem Benutzer ermöglicht, die Artikel zu lesen, und durch den dargestellten Text zu scrollen. Weitere Features beinhalten das Ändern der Hintergrund- und Textfarbe, zwischen verschiedenen Schriftarten umzuschalten, das dargestellte Logo zu wechseln, die Musik zu ändern oder gänzlich zu deaktivieren. Ein besonderes Feature ist die Unterstützung einer 1351 Commodore-Maus, da Droege bei der Konzeption des Systems davon ausging, dass eine Anlehnung an das GEOS-Betriebssystem mehr Leseanreize für amerikanische Commodore-Nutzer bieten würde.
Die Texte des Magazins sind unterteilt in Artikel oder Kapitel und decken verschiedene Themen ab, wie zum Beispiel Neuigkeiten, Interviews (textbasiert, oder Transkripte von Video-Interviews), Meinungen, redaktioneller Inhalt, Demoparty-Berichte oder Hitlisten von Szene-Veröffentlichungen.
Zusätzlich zu den C64-spezifischen Dateien wird jeder Ausgabe ein PDF einer Floppy-Disk-Hülle beigefügt. Diese „Diskettenhüllen“ können von den Lesern ausgedruckt, und als Schutzhülle für deren physische Disketten benutzt werden.

## Weitere Aktivitäten
Im Jahr 2012 erweiterte Droege die Aktivitäten von Scene World, um sich auf Videointerviews zu fokussieren; angefangen mit Michael Tomczyk und John T. Draper, und später mit anderen Technologiepionieren wie zum Beispiel Martin Cooper, Bil Herd Chuck Peddle, Jeroen Tel, Yash Terakura, Walter Day, James Bach, Alexey Pajitnov, Stewart Cheifet, Chris Huelsbeck, Jeri Ellsworth und Ralph H. Baer. Baers Interview erregte besonderes Aufsehen in der Presse, da es das letzte und längste Interview war, das er vor seinem Tod im Dezember 2014 gab.
Im Juli 2014 expandierte Scene World erneut, dieses Mal mit einem Audio-Podcast, moderiert von Redaktionsmitglied AJ Heller, mit Joerg Droege als Co-Moderator, welcher sich primär auf Technologie-Persönlichkeiten und solche, die kürzlich in den Schlagzeilen waren, konzentriert, um deren Produkte oder Dienstleistungen vorzustellen.
Gäste waren bisher unter anderem Copyright-, Soziale Netzwerke-, Sicherheits- und Privatsphären-Journalist Lars Sobiraj, Frederik Schreiber und Mike Nielsen von 3D Realms, Matt Falcus und Sven Vößing von Cinemaware, SiREN und Esper von Ubisofts professionellem Gaming-Team Frag Dolls und Charles Martinet, der – neben anderen Dingen – Nintendos Mario seine Stimme leiht.
Scene World wird momentan (Stand 2015) von einer 21-köpfigen Gruppe erstellt, deren Mitglieder alle ehrenamtlich zwei Ausgaben pro Jahr – normalerweise einmal im Winter und einmal im Sommer – veröffentlichen. Geführte Skype-Video-Interviews erscheinen zusammen mit der jeweiligen nächsten Ausgabe.
Der Podcast erscheint zweimonatlich und richtet sich nicht nach den Veröffentlichungen der Diskmag-Ausgaben.